# عبيد (مصطلح)
عبيد (بالإنجليزية: Abeed)‏ (المفرد:عبد)، هو مصطلح ازدرائي في العربية تعني «عبدا». وقد تم تفسير الاسم على أنه إشارة إلى الخضوع الذي يدين به المسلمون لله. يرفض ماير ذلك على أنه «جهود من قبل دعاة لتفسير المصطلح بعيدًا -على الأقل- عن الخداع».
كانت هناك أمثلة على استخدام شمال السودان لمصطلحي «عبد» أو «عبيد» للإشارة إلى جنوب السودان (معظمهم من الدينكا والنوير). في السودان يعتبرون "قبيلة العبيد" بسبب تجارة الرقيق عبر الصحراء. يعتبر هذا الاستخدام مهينًا وقد وقع في استخدام نسبي على مر السنين. ويشير جنوب السودان بدوره إلى الشماليين بـ «موندوكورو» و «مينجا ». وفقًا للأستاذ محمود ممداني، فإن الصراعات في السودان لا تتوافق مع المفاهيم الغربية المسبقة لـ «العرق».
جوك مادوت جوك جادل بأن تجارة الرقيق السودانية استمرت في القرن الحادي والعشرين. وادعى أن الجنوبيين الذين يعملون في شمال السودان في وظائف هامشية وتافهة يعتبرون عبيد بسبب المكانة الاجتماعية المصاحبة لمثل هذه المهن. يتم التعامل مع العمال الذين يكسبون ما يكفي لشراء الطعام على أنه ملك لأصحاب الأراضي والتجار. تقول جوك إن «الجنوبيين النازحين هم في الجزء السفلي من التسلسل الهرمي العرقي في شمال السودان». ويوضح أنهم يعتمدون على المحسوبية والعلاقات الاستغلالية مع وسطاء السلطة، مع علاقات تتراوح بين الاستعباد والعمل الاستعبادي إلى العمل كجاذبين للموارد من وكالات المعونة الأجنبية. ويقول: «الخطوط الفاصلة بين العبودية والعمالة الرخيصة غير واضحة».
من العبيد المشهورين ايضآ قاسم فلاته
فهو كان عبدآ مخلصآ لسيده عبدالعزيز
وكان السيد عبدالعزيز يجلده بالسوط ويضربه ضرب مبرح اذا قام بشي خاطئ